# Festival de la Cançó d'Eurovisió 1986
El XXX Festival de la Cançó d'Eurovisió fou retransmès el 3 de maig de 1986 en Bergen, Noruega. La presentadora va ser Åse Kleveland, i la victòria va ser per al representant de Bèlgica, Sandra Kim amb la cançó "J'aime la vie".

## Final

Països participants.
Països que hi van participar al passat però no el 1986.

| Núm. | País                | Intèrpret(s)                | Cançó                            | Posició | Pts |
| ---- | ------------------- | --------------------------- | -------------------------------- | ------- | --- |
| 01   | Israel              | Moti Giladi i Sarai Tzuriel | Yavo yom                         | 19      | 7   |
| 02   | Dinamarca           | Trax                        | Du er fuld af løgn               | 6       | 77  |
| 03   | Alemanya Occidental | Ingrid Peters               | Über die Brücke geh'n            | 8       | 62  |
| 04   | Països Baixos       | Frizzle Sizzle              | Alles heeft ritme                | 13      | 40  |
| 05   | Portugal            | Dora                        | Não sejas mau para mim           | 14      | 28  |
| 06   | Turquia             | Klips ve Onlar              | Halley                           | 9       | 53  |
| 07   | Luxemburg           | Sherisse Laurence           | L'amour de ma vie                | 3       | 117 |
| 08   | Noruega             | Ketil Stokkan               | Romeo                            | 12      | 44  |
| 09   | Irlanda             | Luv Bug                     | You Can Count on Me              | 4       | 96  |
| 10   | Àustria             | Timna Brauer                | Die Zeit ist einsam              | 18      | 12  |
| 11   | Suècia              | Lasse Holm i Monica Törnell | E' de' det här du kallar kärlek? | 5       | 78  |
| 12   | Suïssa              | Daniela Simons              | Pas pour moi                     | 2       | 140 |
| 13   | Regne Unit          | Ryder                       | Runner in the Night              | 7       | 72  |
| 14   | Espanya             | Cadillac                    | Valentino                        | 10      | 51  |
| 15   | Finlàndia           | Kari Kuivalainen            | Päivä kahden ihmisen             | 15      | 22  |
| 16   | Bèlgica             | Sandra Kim                  | J'aime la vie                    | 1       | 176 |
| 17   | Iugoslàvia          | Doris Dragović              | Željo moja                       | 11      | 49  |
| 18   | Xipre               | Elpida                      | Tora zo                          | 20      | 4   |
| 19   | França              | Cocktail Chic               | Européennes                      | 17      | 13  |
| 20   | Islàndia            | ICY                         | Gleðibankinn                     | 16      | 19  |